# Slashdance
«Slashdance» —en español: «Danza mortal»— es el tercer episodio de la novena temporada de la serie de televisión de antología American Horror Story. Se emitió el 2 de octubre de 2019, en FX. El episodio de 40 minutos, fue escrito por James Wong, y dirigido por Mary Wigmore.

## Argumento
El episodio continúa inmediatamente donde lo dejó el anterior, cuando el asesino en serie Richard Ramirez acorrala a Brooke, Chet, Rita y Ray en la cabina de la enfermera. Ray abandona el grupo, solo para ser atacado y es rescatado por Chet, mientras que Brooke y Rita logran escapar al estacionamiento; sin embargo, Rita deja a Brooke inconsciente al drogarla y Rita se revela como un fraude. En realidad es Donna Chambers, una joven psicóloga obsesionada con el estudio de asesinos en serie, como Richter y Ramirez. En un flashback, Chambers fue capaz de persuadir a la Dra. Hopple para que la dejara estudiar a Richter, y se revela que le ayudó a escapar de Red Meadows. Chambers entonces secuestró a la verdadera Rita, una enfermera empleada por Margaret, robando su identidad para poder observar el potencial asesinato de Richter en el campo. En el presente, Montana, Xavier y Trevor son atacados por un grupo de asaltantes invisibles, revelando ser devotos de Richter. El verdadero Richter procede a asesinar a los devotos, mientras que los consejeros escapan. Richter perdona a uno de los devotos, apodado Carga Ancha, cuando es capaz de simpatizar con él.
Ramirez persigue a Ray y Chet a través del bosque, haciendo que caigan en un hoyo lleno de picos, dejando a Chet gravemente herido. Un Ray culpable confiesa haber desempeñado un papel en la muerte de una promesa de fraternidad cuando cree que Chet está muerto, habiéndose unido a los otros en el Campamento Redwood para escapar de la condena; se revela que Chet ha sobrevivido a la caída, después de haber escuchado la confesión de Ray. Montana, Xavier y Trevor se refugian en un cobertizo cercano, solo para descubrir a la verdadera Rita. La liberan e intenta escapar, pero Richter la asesina rápidamente. Ray se las arregla para salir del pozo y abandona a Chet a su suerte, antes de encontrarse con Montana, Xavier y Trevor. Trevor le da a Ray las llaves de su motocicleta, enviándolo a él y a Montana a pedir ayuda en una cabina telefónica cercana. Xavier y Trevor descubren a Chet en el hoyo y lo sacan, antes de matar accidentalmente a Wide Load. Ramírez aparece y embosca a Ray y Montana, y Ray posteriormente abandona a Montana. Ray es decapitado por Richter en su intento de escapar. Montana lucha momentáneamente con Ramirez, solo para que la pareja comparta un beso. Montana se pregunta en voz alta a Ramirez por qué no la ha matado todavía, dejando el episodio en un suspenso.

## Elenco

### Principal
- Emma Roberts como Brooke Thompson[2]
- Billie Lourd coomo Montana Duke[2]
- Leslie Grossman como Margaret Booth[2] (ausente)
- Cody Fern como Xavier Plympton[2]
- Matthew Morrison como Trevor Kirchner[2]
- Gus Kenworthy como Chet Clancy[2]
- John Carroll Lynch como Sr. Jingles[2]
- Angelica Ross como Rita[2]
- Zach Villa como Richard Ramirez[2]

### Invitados
- DeRon Horton como Ray Powell
- Orla Brady como la Dra. Karen Hopple
- Mitch Pileggi como Art
- Dreama Walker como Rita
- Mark Daugherty como Chan
- Sean Liang como Wide Load

## Recepción
«Slashdance» fue visto por 1.34 millones de personas durante su emisión original, y obtuvo una cuota de audiencia de 0.6 entre los adultos de 18 a 49 años.
El episodio ha sido aclamado por la crítica. En Rotten Tomatoes, el episodio tiene un índice de aprobación del 100% basado en 10 críticas, con una calificación promedio de 7.67/10.
Ron Hogan de Den of Geek le dio al episodio un 4/5, diciendo diciendo: «Mary Wigmore tiende a poner en escena la comedia en el episodio, con muchas de las frases de un solo verso y además se les da un peso extra gracias a la entrega de los actores y a la forma en que se montan las escenas, pero también muestra una sincronización adulta en los momentos más horribles». Concluyó comentando: «Las camisas rojas mueren rápidamente. Las traiciones son brutales. 1984 juega con los tropos y las tradiciones de las películas de slasher y no escatima en las grapas del género, como las cabezas decapitadas voladoras y la gente que se empala en las cosas. Con la agilidad de un bailarín, American Horror Story es capaz de satisfacer a los tropos y jugar con ellos simultáneamente. Las películas de Slasher, para el público adecuado, son muy divertidas, y American Horror Story: 1984 no se queda corto en el depravado sentido del humor necesario para hacer el trabajo de un tonto pastiche de los 80. Ver morir a personajes de ficción rara vez es tan divertido».
Kat Rosenfield de Entertainment Weekly le puso una B al episodio. Disfrutó mucho de las historias de los personajes reveladas en el episodio, pero también de los diferentes giros. A ella le gustó particularmente la de Rita, calificándola como «una teoría de sombras de Valerie-Solanas sobre asesinos en serie en aumento debido al porno, la misoginia y la guerra de Vietnam». Rosenfield no era una fan de la introducción de los imitadores del Sr. Jingles, comentando que eran «patéticos». También criticó el desarrollo del personaje de Ray, hasta el punto de que «es difícil no animar un poquito» cuando es asesinado por el Sr. Jingles. Sin embargo, concluyó su reseña elogiando el suspenso del episodio, llamándolo «un gran momento WTF».
Andrea Reiher de Variety dio una crítica positiva, y concluyó diciendo «No puedo esperar a ver qué nos depara la semana que viene en American Horror Story».

## Lanzamiento

### Marketing
El 25 de septiembre de 2019 se lanzó el tráiler oficial de «Slashdance».

### Distribución
En Latinoamérica se emitió el 3 de octubre de 2019 en FX. En España se emitió el 5 de octubre de 2019 en FOX.